# Tamás Sándor (politikus)
Tamás Sándor (Zágon, 1966. szeptember 22. –) székelyföldi politikus, 1990 óta az RMDSZ tagja, 1995-1996 között Tőkés László református püspök tanácsosa, három ciklusban 1996-2000, 2000-2004, illetve 2004-2008 között parlamenti képviselő. 2008 óta a Kovászna megyei tanács elnöke.

## Élete
Iskolái elvégzése után Olaszteleken dolgozott erdésztechnikusként. > 1995-ben jogi diplomát szerzett az Eötvös Loránd Tudományegyetem, Állam- és Jogtudományi Karán, majd a Királyhágómelléki református egyházkerület jogtanácsosaként tevékenykedett. 2003-tól kezdve a  Kovászna Megyei Ügyvédi Kamara tagja.

## Politikai pályafutása
1990-ben lett az RMDSZ tagja, 1996-ban a párt kézdivásárhelyi szervezetének elnökévé választották. Három cikluson keresztül (1996-2000, 2000-2004, 2004-2008) az RMDSZ parlamenti képviselője volt. 2008. július 3-án lemondott mandátumáról. 2008-tól a Kovászna Megyei Tanács elnöke, 2020-ban negyedszerre is megválasztották tisztségébe. 2009-től az RMDSZ Háromszéki Területi Szervezetének elnöke; ebben a tisztségében többször újraválasztották, legutóbb 2019-ben.

## Konfliktusok
2013-ban a Kovászna, Hargita és Maros Megyei Románok Fóruma feljelentette az Országos Diszkriminációellenes Tanácsnál (ODT), azt sérelmezve, hogy a tanácselnök egy nyilatkozatában a megye román lakosait megkülönböztette aszerint, hogy már régóta ott laknak vagy a Securitate telepítette be őket. Az ODT határozata szerint a nyilatkozat nem volt kirekesztő.
2017-ben a Ku-Klux-Klanhoz hasonlította a Kovásznai megyei fogyasztóvédelmi hivatal tevékenységét, ezért Mircea Diacon, a hivatal vezetője beperelte; a pert azonban elvesztette.
2019-ben az úzvölgyi katonai temetőnél tartott megemlékezés után több más RMDSZ-es politikussal együtt Tamás Sándort is feljelentették románellenesség miatt.